# Azzeddine Dkidak
Azzeddine Dkidak (Amsterdam, 11 mei 2000) is een Marokkaans-Nederlands voetballer die doorgaans als aanvaller speelt.

## Carrière
Azzeddine Dkidak speelde in de jeugd van FC New Amsterdam, Zeeburgia en DWS waar hij in 2015 werd opgepikt door Vitesse. In het seizoen 2016/17 speelde hij als 16-jarige eenmaal in Jong Vitesse, als invaller voor Julian Calor tijdens een met 4-1 gewonnen thuiswedstrijd tegen GVVV op 24 september 2016. In het seizoen 2018/19 kwam hij weer in actie voor Jong Vitesse, en scoorde op 4 mei 2019 in de 4-1 overwinning op Rijnsburgse Boys zijn eerste doelpunt. In 2019 tekende hij na een proefperiodes bij FC Eindhoven en FC Den Bosch een contract bij laatstgenoemde club. Hij debuteerde in de Eerste divisie op 12 augustus 2019, in een met 2-2 gelijkgespeelde uitwedstrijd bij Jong PSV. In de zomer van 2020 verkaste de transfervrije linksback naar het Italiaanse Como 1907. In zijn eerste seizoen was hij daar nog regelmatig basisspeler, maar na de promotie naar de Serie B geraakte hij op het tweede plan. Tijdens de winterstop van het seizoen 2021/22 verruilde hij Como voor Potenza Calcio. Na afloop van het seizoen was Dkidak opnieuw transfervrij en op 11 mei 2022, zijn 22e verjaardag, sloot hij aan bij VVV-Venlo om daar mee te trainen met de selectie. Hij vertrok naar De Treffers waar hij twee seizoenen speelde. Hierna ging hij naar IJsselmeervogels waar hij voornamelijk als linksbuiten speelt.

## Statistieken

#### Beloften
| 2016/17                                | Jong Vitesse    | Tweede divisie  | 1 | 0 | 1 | 0 |
| 2017/18                                | Jong Vitesse    | Derde divisie   | 0 | 0 | 0 | 0 |
| 2018/19                                | Jong Vitesse    | Tweede divisie  | 5 | 1 | 5 | 1 |
| Totaal beloften                        | Totaal beloften | Totaal beloften | 6 | 1 | 6 | 1 |
| Bijgewerkt tot en met 13 augustus 2019 |                 |                 |   |   |   |   |

#### Senioren
| Seizoen                           | Club            | Competitie      | Competitie | Competitie | Beker | Beker | Overig1 | Overig1 | Totaal | Totaal |
| Seizoen                           | Club            | Competitie      | Wed.       | Dlp.       | Wed.  | Dlp.  | Wed.    | Dlp.    | Wed.   | Dlp.   |
| --------------------------------- | --------------- | --------------- | ---------- | ---------- | ----- | ----- | ------- | ------- | ------ | ------ |
| 2019/20                           | FC Den Bosch    | Eerste divisie  | 26         | 1          | 1     | 0     | –       | –       | 27     | 1      |
| 2020/21                           | Como 1907       | Serie C-A       | 27         | 0          | –     | –     | 2       | 0       | 29     | 0      |
| 2021/22                           | Como 1907       | Serie B         | 0          | 0          | 1     | 0     | –       | –       | 1      | 0      |
| 2021/22                           | Potenza Calcio  | Serie C-C       | 7          | 0          | –     | –     | 0       | 0       | 7      | 0      |
| Totaal senioren                   | Totaal senioren | Totaal senioren | 60         | 1          | 2     | 0     | 2       | 0       | 64     | 1      |
| Carrièretotaal                    | Carrièretotaal  | Carrièretotaal  | 66         | 2          | 2     | 0     | 2       | 0       | 70     | 2      |
| Bijgewerkt tot en met 10 mei 2022 |                 |                 |            |            |       |       |         |         |        |        |

1Overige officiële wedstrijden, te weten Supercoppa di Serie C.